# Hemiancistrus cerrado
Hemiancistrus cerrado es una especie de peces Siluriformes de la familia Loricariidae.

## Morfología
Los machos pueden llegar alcanzar los 17 cm de longitud total.

## Hábitat y distribución
Es un pez de agua dulce que habita en afluentes del río Araguiaia, en la cuenca del río Tocantins (Brasil). 